# Veenendaal-Veenendaal Classic féminine 2018
La 1re édition de la Veenendaal-Veenendaal Classic féminine, a lieu le 22 août 2018. La course fait partie du calendrier international féminin UCI 2018 en catégorie 1.1. Elle est remportée par la Néelandaise Annemiek van Vleuten.

## Équipes
| Équipes féminines professionnelles (12)- Alé Cipollini - Aromitalia Vaiano - Bepink - BTC City Ljubljana - Doltcini-Van Eyck Sport - Experza-Footlogix - Health Mate-Cyclelive Team - Lotto Soudal Ladies - Movistar Team - Parkhotel Valkenburg-Destil - WaowDeals - WNT-Rotor Pro Cycling Équipe nationale- Pays-Bas Équipe féminines amateur (11)- Adelaar Ladies - Loving potatoes-de Jonge Renner - Jan van Arckel - Jos Feron Lady Force - Maaslandster Veris CCN - NWVG - Restore - Swaboladies.nl - Team Drenthe - TWC de Kempen - Ulysses-Hoorn-West Frisia |
| |

## Récit de la course
Un premier groupe s'échappée se forme durant la course. Il est composé de : Floortje Mackaij, Valerie Demey, Alicia Gonzalez, Rotem Gafinovitz et Kyliw Waterreus. Il est finalement repris. À trente-cinq kilomètres de la ligne, Annemiek van Vleuten attaque avec Malgorzata Jasinska. Elles ne sont plus reprises. Au sprint, Annemiek van Vleuten prend le dessus sur la Polonaise. Derrière, Lorena Wiebes règle le sprint du peloton.

## Classements

### Classement final
| \| Classement général \| Classement général \| Classement général \| Classement général \| Classement général \| \| Coureuse \| Coureuse \| Pays \| Équipe \| Temps \| \| ------------------ \| ----------------------- \| ------------------ \| ----------------------- \| ------------------ \| \| 1re \| Annemiek van Vleuten \| Pays-Bas \| Pays-Bas \| 3 h 25 min 31 s \| \| 2e \| Małgorzata Jasińska \| Pologne \| Movistar Team \| + 0 s \| \| 3e \| Lorena Wiebes \| Pays-Bas \| Parkhotel Valkenburg \| + 1 min 19 s \| \| 4e \| Lotte Kopecky \| Belgique \| Lotto Soudal Ladies \| + 1 min 19 s \| \| 5e \| Maria Vittoria Sperotto \| Italie \| Bepink \| + 1 min 19 s \| \| 6e \| Sara Mustonen \| Suède \| Experza-Footlogix \| + 1 min 19 s \| \| 7e \| Nina Kessler \| Pays-Bas \| Pays-Bas \| + 1 min 19 s \| \| 8e \| Floortje Mackaij \| Pays-Bas \| Pays-Bas \| + 1 min 19 s \| \| 9e \| Daiva Tušlaitė \| Lituanie \| Alé Cipollini \| + 1 min 19 s \| \| 10e \| Sarah Inghelbrecht \| Belgique \| Doltcini-Van Eyck Sport \| + 1 min 19 s \| |                         |          |                         |                 |
| |                         |          |                         |                 |
| Source : ProCyclingStats |                         |          |                         |                 |
| Classement général |                         |          |                         |                 |
| Coureuse | Coureuse                | Pays     | Équipe                  | Temps           |
| 1re | Annemiek van Vleuten    | Pays-Bas | Pays-Bas                | 3 h 25 min 31 s |
| 2e | Małgorzata Jasińska     | Pologne  | Movistar Team           | + 0 s           |
| 3e | Lorena Wiebes           | Pays-Bas | Parkhotel Valkenburg    | + 1 min 19 s    |
| 4e | Lotte Kopecky           | Belgique | Lotto Soudal Ladies     | + 1 min 19 s    |
| 5e | Maria Vittoria Sperotto | Italie   | Bepink                  | + 1 min 19 s    |
| 6e | Sara Mustonen           | Suède    | Experza-Footlogix       | + 1 min 19 s    |
| 7e | Nina Kessler            | Pays-Bas | Pays-Bas                | + 1 min 19 s    |
| 8e | Floortje Mackaij        | Pays-Bas | Pays-Bas                | + 1 min 19 s    |
| 9e | Daiva Tušlaitė          | Lituanie | Alé Cipollini           | + 1 min 19 s    |
| 10e | Sarah Inghelbrecht      | Belgique | Doltcini-Van Eyck Sport | + 1 min 19 s    |

### Points UCI
| Position           | 1er | 2e | 3e | 4e | 5e | 6e | 7e | 8e | 9e | 10e | 11e | 12e | 13e à 15e | 16e à 25e |
| Classement général | 125 | 85 | 70 | 60 | 50 | 40 | 35 | 30 | 25 | 20  | 15  | 10  | 5         | 3         |

## Liste des partantes
Source.

## Organisation
Job van Schuppen est le directeur de la course.

## Primes
L'épreuve attribue les primes suivantes :
| Position | 1er   | 2e    | 3e    | 4e    | 5e    | 6e    | 7e    | 8e    | 9e    | 10e  |
| Prix     | 380 € | 330 € | 270 € | 170 € | 150 € | 140 € | 130 € | 120 € | 110 € | 60 € |

Las places de onze à vingt 60 €.